# Raoulserenea
Raoulserenea is een geslacht van kreeftachtigen uit de klasse van de Malacostraca (hogere kreeftachtigen).

## Soorten
- Raoulserenea hieroglyphica (Manning, 1972)
- Raoulserenea komaii (Moosa, 1991)
- Raoulserenea ornata (Miers, 1880)
- Raoulserenea oxyrhyncha (Borradaile, 1898)